# 自衛隊ハイチ国際緊急援助活動

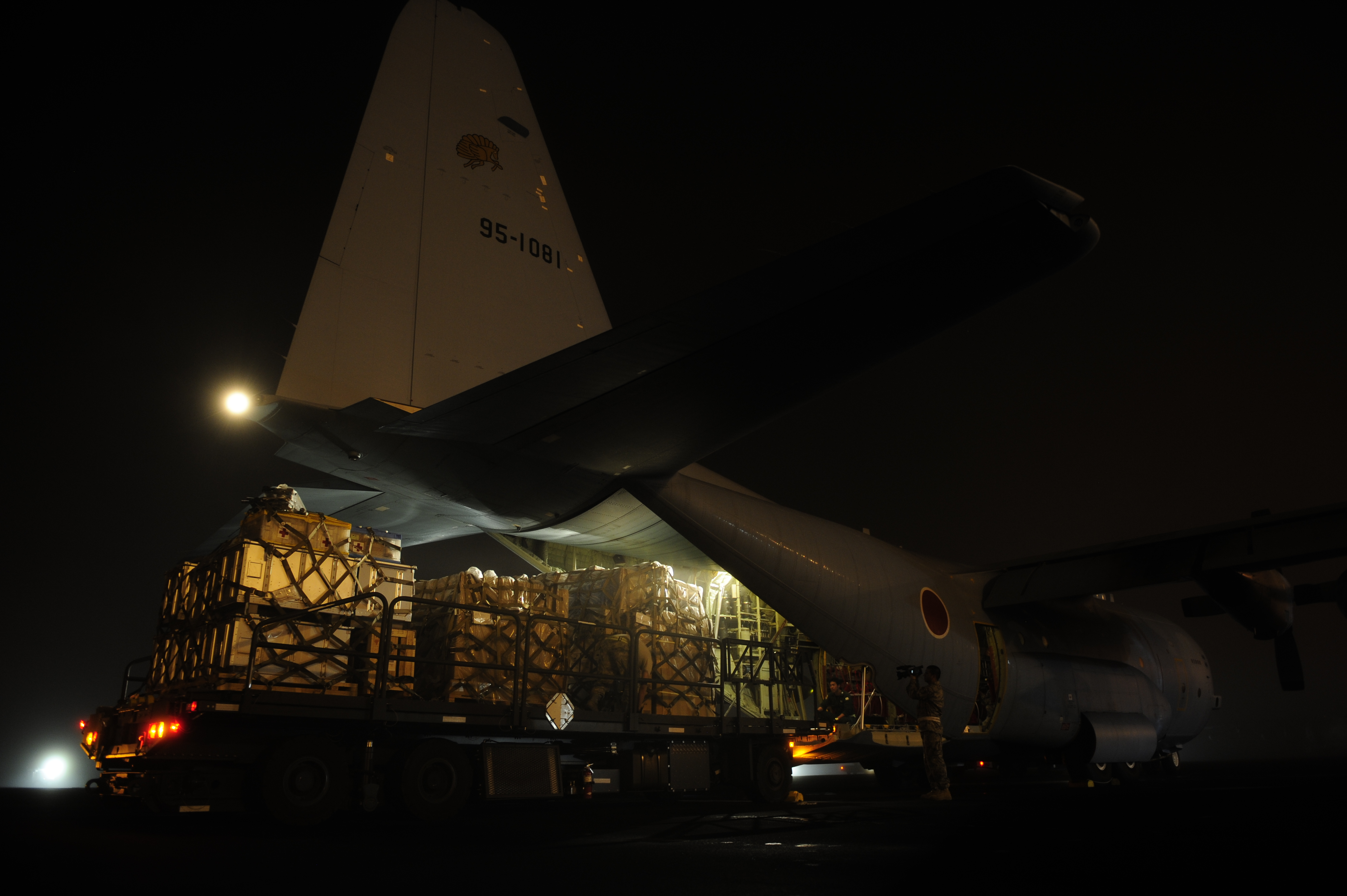
派遣された航空自衛隊のC-130戦術輸送機

自衛隊ハイチ国際緊急援助活動（じえいたいハイチこくさいきんきゅうえんじょかつどう）はハイチ共和国への自衛隊派遣。

## 概要
2010年1月12日（日本時間13日6時53分）、ハイチ共和国でマグニチュード 7.0の地震が発生した（ハイチ地震）。この地震によって20万人以上が死亡し、インフラが破壊され治安・衛生が急速に悪化していった。
日本政府は翌1月14日に資金や物資の援助を表明するなか、防衛省・自衛隊、外務省、国際協力機構からなる国際緊急援助隊調査チームを派遣した。15日、ハイチ政府から派遣要請を受け、外務省と防衛省が派遣について協議し、防衛大臣は派遣準備に関する指示・命令を発出した。
航空自衛隊のC-130H輸送機が訓練のため米国アリゾナ州のトラビス空軍基地に派遣されていたため、帰国を取りやめてフロリダ州へ移動し、命令を受け現地時間17日に輸送活動を開始した。
陸上自衛隊の国際緊急医療援助隊は、21日に成田国際空港から日本航空のチャーター機で出発し、1月23日に現地入りし医療活動を始めた。24日、25日には医療援助隊第2派、第3派がそれぞれハイチへ入国。
現地の医療機関が再開され、地震と関連のない慢性疾患が8割以上を占めるようになったため、2月12日に活動終結に関する行動命令が発出された。医療援助隊は活動を13日に終了し、14、15日にC-130輸送機によってハイチを出国。医療援助隊は18日に政府専用機で日本へ帰国。
医療援助隊は期間中に2,954名の治療を行った。
日本赤十字社が2月14日から医療活動を引き継ぎ、自衛隊は国際連合ハイチ安定化ミッションに参加して復興支援活動を実施する。

## 部隊
- ハイチ国際緊急援助空輸隊
第1輸送航空隊の隊員・機体を中心に構成。ホームステッド空軍基地（米国フロリダ州）を拠点にC-130輸送機を使用して物資・人員を輸送。
- ハイチ国際緊急医療援助隊
第13旅団を中心に約100名で構成。レオガン市エピスコパル看護学校を拠点に活動。
- 統合連絡調整所

## 沿革
- 1月15日 - 防衛大臣がハイチ共和国への国際緊急援助隊の派遣に係る準備に関する大臣指示及び一般命令を発出[2]
- 1月17日 - ハイチ国際緊急援助空輸隊を編成、統合連絡調整所を設置
- 1月20日 - ハイチ国際緊急医療援助隊を編成
- 1月23日 - 医療援助隊が医療活動を開始
- 2月12日 - 防衛大臣が国際緊急援助活動の終結に関する行動命令を発出[3]
- 2月13日（現地時間） - 医療援助活動を終結
- 2月18日 - ハイチ国際緊急医療援助隊が帰国、海田市駐屯地で編成解組式